# Томасон, Си Джей
С. Дж. Томасон (Кристофер Джон Томасон; (англ. Christopher John Thomason); р. 1982) — американский актёр. Примечателен ролью Джимми Менса в сериале «Остров Харпера».

## Биография

### Начальный этап
Кристофер Джон Томасон родился в городе Даллас (США, штат Техас). Начал сниматься в 12 лет. Окончил один семестр Центральной средней школы в Сан-Анджело, штат Техас, и переехал в Лос-Анджелес, чтобы начать свою актерскую карьеру.

### Карьера
Си Джей начал свою карьеру с телевизионных шоу «Для людей» и «Главный госпиталь», а также появлялся в эпизодах «Бостонская школа», «C.S.I.: Место преступления Нью-Йорк» и «Что насчет Брайана». Сыграл одну из главных ролей в сериале «Остров Харпера» и в фильме ужасов «Шелуха».

## Фильмография
| Год  | Русское название                         | Оригинальное название                   | Персонаж       | Режиссёр          |
| ---- | ---------------------------------------- | --------------------------------------- | -------------- | ----------------- |
| 2001 | Чернокнижник: Новое поколение            | Brotherhood 2: Young Warlocks           | Марк Ратнер    | Дэвид ДеКото      |
| 2002 | Для людей                                | For the People                          | Рэф            | Дэвид Джексон     |
| 2003 | Главный госпиталь                        | General Hospital                        | Лукас Джонс    | Билл Лудел        |
| 2003 | Бостонская школа                         | Boston Public                           | Эдди Младший   | Джонатан Понтелл  |
| 2006 | C.S.I.: Место преступления Нью-Йорк      | CSI: NY                                 | Патрик Томпсон | Роб Бэйли         |
| 2006 | Что насчет Брайана                       | What About Brian                        | Альберт Миллер | Дэн Лернер        |
| 2007 | Джей Доу: Неразрывные связи              | Jane Doe: Ties That Bind                | Валет          | Джеймс А. Контнер |
| 2007 | Трансформеры                             | Transformers                            | Моряк          | Майкл Бэй         |
| 2008 | Джейн Доу: Взгляд свидетеля              | Jane Doe: Eye of the Beholder           | Валет          | Лиа Томпсон       |
| 2009 | Теория Большого взрыва                   | Big Bang Theory                         | Джесс          | Марк Сендроуски   |
| 2009 | Швы                                      | Sutures                                 | Бен            | Тамми Саттон      |
| 2009 | Остров Харпера                           | Harper’s Island                         | Джимми Менс    | Сэнфорд Букставер |
| 2011 | Шелуха                                   | Husk                                    | Крис           | Бретт Симмонс     |
| 2011 | СОС любовь! Контракт на миллион долларов | Sos Love! - The Million Dollar Contract | Джейк Гриффин  | Томаш Сас         |
| 2013 | Пережитки прошлого                       | Remnants                                | Hunter         | Питер Энгерт      |
| 2013 | Лапа обезьяны                            | The Monkey's Paw                        | Джейк Тилтон   | Бретт Симмонс     |